# Gildwiller
Gildwiller település Franciaországban, Haut-Rhin megyében. Lakosainak száma 259 fő (2022. január 1.). Gildwiller Burnhaupt-le-Bas, Soppe-le-Bas, Hecken, Balschwiller, Falkwiller, Diefmatten és Bernwiller községekkel határos.

## Népesség
A település népességének változása:
| Lakosok száma | 288  | 283  | 271  | 265  | 259  | 261  | 261  | 259  |
|               | 2013 | 2015 | 2017 | 2018 | 2019 | 2020 | 2021 | 2022 |